# Pierre Drumare
Pierre Drumare (Trouville-sur-Mer, 26 ottobre 1913 – Parigi, 15 aprile 2001) è stato un compositore di scacchi francese.
Compose problemi di vari generi: diretti (soprattutto in più mosse), inversi (di automatto), di aiutomatto e Fairy (eterodossi).
È noto per aver cercato di costruire (per più di vent'anni, dal 1960 al 1982) un Babson task completo. Nel 1982 pubblicò il risultato dei suoi sforzi nell'articolo "Mon dernier pas vers l'impossible" (il mio ultimo passo verso l'impossible), sulla rivista "Thémes-64", che egli stesso aveva fondato alcuni anni prima. La posizione era però illegale, per cui egli riconobbe di non essere riuscito nell'intento. L'anno successivo il russo Leonid Yarosh riuscì nell'impresa pubblicando un Babson completo, del tutto legale ed economico.
Assieme ad altri 17 compositori fondò l'associazione "Les Amis du Problème d'Échecs".
|   | a | b | c | d | e | f | g | h |   |
| 8 | a8 torre del nero · f8 torre del bianco · g8 re del bianco · g7 pedone del bianco · c6 alfiere del nero · g6 re del nero · d5 pedone del nero · f5 pedone del nero · g5 pedone del bianco · h5 pedone del nero · e4 pedone del nero · h4 pedone del bianco · b1 donna del bianco · f1 alfiere del bianco · g1 alfiere del nero | a8 torre del nero · f8 torre del bianco · g8 re del bianco · g7 pedone del bianco · c6 alfiere del nero · g6 re del nero · d5 pedone del nero · f5 pedone del nero · g5 pedone del bianco · h5 pedone del nero · e4 pedone del nero · h4 pedone del bianco · b1 donna del bianco · f1 alfiere del bianco · g1 alfiere del nero | a8 torre del nero · f8 torre del bianco · g8 re del bianco · g7 pedone del bianco · c6 alfiere del nero · g6 re del nero · d5 pedone del nero · f5 pedone del nero · g5 pedone del bianco · h5 pedone del nero · e4 pedone del nero · h4 pedone del bianco · b1 donna del bianco · f1 alfiere del bianco · g1 alfiere del nero | a8 torre del nero · f8 torre del bianco · g8 re del bianco · g7 pedone del bianco · c6 alfiere del nero · g6 re del nero · d5 pedone del nero · f5 pedone del nero · g5 pedone del bianco · h5 pedone del nero · e4 pedone del nero · h4 pedone del bianco · b1 donna del bianco · f1 alfiere del bianco · g1 alfiere del nero | a8 torre del nero · f8 torre del bianco · g8 re del bianco · g7 pedone del bianco · c6 alfiere del nero · g6 re del nero · d5 pedone del nero · f5 pedone del nero · g5 pedone del bianco · h5 pedone del nero · e4 pedone del nero · h4 pedone del bianco · b1 donna del bianco · f1 alfiere del bianco · g1 alfiere del nero | a8 torre del nero · f8 torre del bianco · g8 re del bianco · g7 pedone del bianco · c6 alfiere del nero · g6 re del nero · d5 pedone del nero · f5 pedone del nero · g5 pedone del bianco · h5 pedone del nero · e4 pedone del nero · h4 pedone del bianco · b1 donna del bianco · f1 alfiere del bianco · g1 alfiere del nero | a8 torre del nero · f8 torre del bianco · g8 re del bianco · g7 pedone del bianco · c6 alfiere del nero · g6 re del nero · d5 pedone del nero · f5 pedone del nero · g5 pedone del bianco · h5 pedone del nero · e4 pedone del nero · h4 pedone del bianco · b1 donna del bianco · f1 alfiere del bianco · g1 alfiere del nero | a8 torre del nero · f8 torre del bianco · g8 re del bianco · g7 pedone del bianco · c6 alfiere del nero · g6 re del nero · d5 pedone del nero · f5 pedone del nero · g5 pedone del bianco · h5 pedone del nero · e4 pedone del nero · h4 pedone del bianco · b1 donna del bianco · f1 alfiere del bianco · g1 alfiere del nero | 8 |
| 7 | a8 torre del nero · f8 torre del bianco · g8 re del bianco · g7 pedone del bianco · c6 alfiere del nero · g6 re del nero · d5 pedone del nero · f5 pedone del nero · g5 pedone del bianco · h5 pedone del nero · e4 pedone del nero · h4 pedone del bianco · b1 donna del bianco · f1 alfiere del bianco · g1 alfiere del nero | a8 torre del nero · f8 torre del bianco · g8 re del bianco · g7 pedone del bianco · c6 alfiere del nero · g6 re del nero · d5 pedone del nero · f5 pedone del nero · g5 pedone del bianco · h5 pedone del nero · e4 pedone del nero · h4 pedone del bianco · b1 donna del bianco · f1 alfiere del bianco · g1 alfiere del nero | a8 torre del nero · f8 torre del bianco · g8 re del bianco · g7 pedone del bianco · c6 alfiere del nero · g6 re del nero · d5 pedone del nero · f5 pedone del nero · g5 pedone del bianco · h5 pedone del nero · e4 pedone del nero · h4 pedone del bianco · b1 donna del bianco · f1 alfiere del bianco · g1 alfiere del nero | a8 torre del nero · f8 torre del bianco · g8 re del bianco · g7 pedone del bianco · c6 alfiere del nero · g6 re del nero · d5 pedone del nero · f5 pedone del nero · g5 pedone del bianco · h5 pedone del nero · e4 pedone del nero · h4 pedone del bianco · b1 donna del bianco · f1 alfiere del bianco · g1 alfiere del nero | a8 torre del nero · f8 torre del bianco · g8 re del bianco · g7 pedone del bianco · c6 alfiere del nero · g6 re del nero · d5 pedone del nero · f5 pedone del nero · g5 pedone del bianco · h5 pedone del nero · e4 pedone del nero · h4 pedone del bianco · b1 donna del bianco · f1 alfiere del bianco · g1 alfiere del nero | a8 torre del nero · f8 torre del bianco · g8 re del bianco · g7 pedone del bianco · c6 alfiere del nero · g6 re del nero · d5 pedone del nero · f5 pedone del nero · g5 pedone del bianco · h5 pedone del nero · e4 pedone del nero · h4 pedone del bianco · b1 donna del bianco · f1 alfiere del bianco · g1 alfiere del nero | a8 torre del nero · f8 torre del bianco · g8 re del bianco · g7 pedone del bianco · c6 alfiere del nero · g6 re del nero · d5 pedone del nero · f5 pedone del nero · g5 pedone del bianco · h5 pedone del nero · e4 pedone del nero · h4 pedone del bianco · b1 donna del bianco · f1 alfiere del bianco · g1 alfiere del nero | a8 torre del nero · f8 torre del bianco · g8 re del bianco · g7 pedone del bianco · c6 alfiere del nero · g6 re del nero · d5 pedone del nero · f5 pedone del nero · g5 pedone del bianco · h5 pedone del nero · e4 pedone del nero · h4 pedone del bianco · b1 donna del bianco · f1 alfiere del bianco · g1 alfiere del nero | 7 |
| 6 | a8 torre del nero · f8 torre del bianco · g8 re del bianco · g7 pedone del bianco · c6 alfiere del nero · g6 re del nero · d5 pedone del nero · f5 pedone del nero · g5 pedone del bianco · h5 pedone del nero · e4 pedone del nero · h4 pedone del bianco · b1 donna del bianco · f1 alfiere del bianco · g1 alfiere del nero | a8 torre del nero · f8 torre del bianco · g8 re del bianco · g7 pedone del bianco · c6 alfiere del nero · g6 re del nero · d5 pedone del nero · f5 pedone del nero · g5 pedone del bianco · h5 pedone del nero · e4 pedone del nero · h4 pedone del bianco · b1 donna del bianco · f1 alfiere del bianco · g1 alfiere del nero | a8 torre del nero · f8 torre del bianco · g8 re del bianco · g7 pedone del bianco · c6 alfiere del nero · g6 re del nero · d5 pedone del nero · f5 pedone del nero · g5 pedone del bianco · h5 pedone del nero · e4 pedone del nero · h4 pedone del bianco · b1 donna del bianco · f1 alfiere del bianco · g1 alfiere del nero | a8 torre del nero · f8 torre del bianco · g8 re del bianco · g7 pedone del bianco · c6 alfiere del nero · g6 re del nero · d5 pedone del nero · f5 pedone del nero · g5 pedone del bianco · h5 pedone del nero · e4 pedone del nero · h4 pedone del bianco · b1 donna del bianco · f1 alfiere del bianco · g1 alfiere del nero | a8 torre del nero · f8 torre del bianco · g8 re del bianco · g7 pedone del bianco · c6 alfiere del nero · g6 re del nero · d5 pedone del nero · f5 pedone del nero · g5 pedone del bianco · h5 pedone del nero · e4 pedone del nero · h4 pedone del bianco · b1 donna del bianco · f1 alfiere del bianco · g1 alfiere del nero | a8 torre del nero · f8 torre del bianco · g8 re del bianco · g7 pedone del bianco · c6 alfiere del nero · g6 re del nero · d5 pedone del nero · f5 pedone del nero · g5 pedone del bianco · h5 pedone del nero · e4 pedone del nero · h4 pedone del bianco · b1 donna del bianco · f1 alfiere del bianco · g1 alfiere del nero | a8 torre del nero · f8 torre del bianco · g8 re del bianco · g7 pedone del bianco · c6 alfiere del nero · g6 re del nero · d5 pedone del nero · f5 pedone del nero · g5 pedone del bianco · h5 pedone del nero · e4 pedone del nero · h4 pedone del bianco · b1 donna del bianco · f1 alfiere del bianco · g1 alfiere del nero | a8 torre del nero · f8 torre del bianco · g8 re del bianco · g7 pedone del bianco · c6 alfiere del nero · g6 re del nero · d5 pedone del nero · f5 pedone del nero · g5 pedone del bianco · h5 pedone del nero · e4 pedone del nero · h4 pedone del bianco · b1 donna del bianco · f1 alfiere del bianco · g1 alfiere del nero | 6 |
| 5 | a8 torre del nero · f8 torre del bianco · g8 re del bianco · g7 pedone del bianco · c6 alfiere del nero · g6 re del nero · d5 pedone del nero · f5 pedone del nero · g5 pedone del bianco · h5 pedone del nero · e4 pedone del nero · h4 pedone del bianco · b1 donna del bianco · f1 alfiere del bianco · g1 alfiere del nero | a8 torre del nero · f8 torre del bianco · g8 re del bianco · g7 pedone del bianco · c6 alfiere del nero · g6 re del nero · d5 pedone del nero · f5 pedone del nero · g5 pedone del bianco · h5 pedone del nero · e4 pedone del nero · h4 pedone del bianco · b1 donna del bianco · f1 alfiere del bianco · g1 alfiere del nero | a8 torre del nero · f8 torre del bianco · g8 re del bianco · g7 pedone del bianco · c6 alfiere del nero · g6 re del nero · d5 pedone del nero · f5 pedone del nero · g5 pedone del bianco · h5 pedone del nero · e4 pedone del nero · h4 pedone del bianco · b1 donna del bianco · f1 alfiere del bianco · g1 alfiere del nero | a8 torre del nero · f8 torre del bianco · g8 re del bianco · g7 pedone del bianco · c6 alfiere del nero · g6 re del nero · d5 pedone del nero · f5 pedone del nero · g5 pedone del bianco · h5 pedone del nero · e4 pedone del nero · h4 pedone del bianco · b1 donna del bianco · f1 alfiere del bianco · g1 alfiere del nero | a8 torre del nero · f8 torre del bianco · g8 re del bianco · g7 pedone del bianco · c6 alfiere del nero · g6 re del nero · d5 pedone del nero · f5 pedone del nero · g5 pedone del bianco · h5 pedone del nero · e4 pedone del nero · h4 pedone del bianco · b1 donna del bianco · f1 alfiere del bianco · g1 alfiere del nero | a8 torre del nero · f8 torre del bianco · g8 re del bianco · g7 pedone del bianco · c6 alfiere del nero · g6 re del nero · d5 pedone del nero · f5 pedone del nero · g5 pedone del bianco · h5 pedone del nero · e4 pedone del nero · h4 pedone del bianco · b1 donna del bianco · f1 alfiere del bianco · g1 alfiere del nero | a8 torre del nero · f8 torre del bianco · g8 re del bianco · g7 pedone del bianco · c6 alfiere del nero · g6 re del nero · d5 pedone del nero · f5 pedone del nero · g5 pedone del bianco · h5 pedone del nero · e4 pedone del nero · h4 pedone del bianco · b1 donna del bianco · f1 alfiere del bianco · g1 alfiere del nero | a8 torre del nero · f8 torre del bianco · g8 re del bianco · g7 pedone del bianco · c6 alfiere del nero · g6 re del nero · d5 pedone del nero · f5 pedone del nero · g5 pedone del bianco · h5 pedone del nero · e4 pedone del nero · h4 pedone del bianco · b1 donna del bianco · f1 alfiere del bianco · g1 alfiere del nero | 5 |
| 4 | a8 torre del nero · f8 torre del bianco · g8 re del bianco · g7 pedone del bianco · c6 alfiere del nero · g6 re del nero · d5 pedone del nero · f5 pedone del nero · g5 pedone del bianco · h5 pedone del nero · e4 pedone del nero · h4 pedone del bianco · b1 donna del bianco · f1 alfiere del bianco · g1 alfiere del nero | a8 torre del nero · f8 torre del bianco · g8 re del bianco · g7 pedone del bianco · c6 alfiere del nero · g6 re del nero · d5 pedone del nero · f5 pedone del nero · g5 pedone del bianco · h5 pedone del nero · e4 pedone del nero · h4 pedone del bianco · b1 donna del bianco · f1 alfiere del bianco · g1 alfiere del nero | a8 torre del nero · f8 torre del bianco · g8 re del bianco · g7 pedone del bianco · c6 alfiere del nero · g6 re del nero · d5 pedone del nero · f5 pedone del nero · g5 pedone del bianco · h5 pedone del nero · e4 pedone del nero · h4 pedone del bianco · b1 donna del bianco · f1 alfiere del bianco · g1 alfiere del nero | a8 torre del nero · f8 torre del bianco · g8 re del bianco · g7 pedone del bianco · c6 alfiere del nero · g6 re del nero · d5 pedone del nero · f5 pedone del nero · g5 pedone del bianco · h5 pedone del nero · e4 pedone del nero · h4 pedone del bianco · b1 donna del bianco · f1 alfiere del bianco · g1 alfiere del nero | a8 torre del nero · f8 torre del bianco · g8 re del bianco · g7 pedone del bianco · c6 alfiere del nero · g6 re del nero · d5 pedone del nero · f5 pedone del nero · g5 pedone del bianco · h5 pedone del nero · e4 pedone del nero · h4 pedone del bianco · b1 donna del bianco · f1 alfiere del bianco · g1 alfiere del nero | a8 torre del nero · f8 torre del bianco · g8 re del bianco · g7 pedone del bianco · c6 alfiere del nero · g6 re del nero · d5 pedone del nero · f5 pedone del nero · g5 pedone del bianco · h5 pedone del nero · e4 pedone del nero · h4 pedone del bianco · b1 donna del bianco · f1 alfiere del bianco · g1 alfiere del nero | a8 torre del nero · f8 torre del bianco · g8 re del bianco · g7 pedone del bianco · c6 alfiere del nero · g6 re del nero · d5 pedone del nero · f5 pedone del nero · g5 pedone del bianco · h5 pedone del nero · e4 pedone del nero · h4 pedone del bianco · b1 donna del bianco · f1 alfiere del bianco · g1 alfiere del nero | a8 torre del nero · f8 torre del bianco · g8 re del bianco · g7 pedone del bianco · c6 alfiere del nero · g6 re del nero · d5 pedone del nero · f5 pedone del nero · g5 pedone del bianco · h5 pedone del nero · e4 pedone del nero · h4 pedone del bianco · b1 donna del bianco · f1 alfiere del bianco · g1 alfiere del nero | 4 |
| 3 | a8 torre del nero · f8 torre del bianco · g8 re del bianco · g7 pedone del bianco · c6 alfiere del nero · g6 re del nero · d5 pedone del nero · f5 pedone del nero · g5 pedone del bianco · h5 pedone del nero · e4 pedone del nero · h4 pedone del bianco · b1 donna del bianco · f1 alfiere del bianco · g1 alfiere del nero | a8 torre del nero · f8 torre del bianco · g8 re del bianco · g7 pedone del bianco · c6 alfiere del nero · g6 re del nero · d5 pedone del nero · f5 pedone del nero · g5 pedone del bianco · h5 pedone del nero · e4 pedone del nero · h4 pedone del bianco · b1 donna del bianco · f1 alfiere del bianco · g1 alfiere del nero | a8 torre del nero · f8 torre del bianco · g8 re del bianco · g7 pedone del bianco · c6 alfiere del nero · g6 re del nero · d5 pedone del nero · f5 pedone del nero · g5 pedone del bianco · h5 pedone del nero · e4 pedone del nero · h4 pedone del bianco · b1 donna del bianco · f1 alfiere del bianco · g1 alfiere del nero | a8 torre del nero · f8 torre del bianco · g8 re del bianco · g7 pedone del bianco · c6 alfiere del nero · g6 re del nero · d5 pedone del nero · f5 pedone del nero · g5 pedone del bianco · h5 pedone del nero · e4 pedone del nero · h4 pedone del bianco · b1 donna del bianco · f1 alfiere del bianco · g1 alfiere del nero | a8 torre del nero · f8 torre del bianco · g8 re del bianco · g7 pedone del bianco · c6 alfiere del nero · g6 re del nero · d5 pedone del nero · f5 pedone del nero · g5 pedone del bianco · h5 pedone del nero · e4 pedone del nero · h4 pedone del bianco · b1 donna del bianco · f1 alfiere del bianco · g1 alfiere del nero | a8 torre del nero · f8 torre del bianco · g8 re del bianco · g7 pedone del bianco · c6 alfiere del nero · g6 re del nero · d5 pedone del nero · f5 pedone del nero · g5 pedone del bianco · h5 pedone del nero · e4 pedone del nero · h4 pedone del bianco · b1 donna del bianco · f1 alfiere del bianco · g1 alfiere del nero | a8 torre del nero · f8 torre del bianco · g8 re del bianco · g7 pedone del bianco · c6 alfiere del nero · g6 re del nero · d5 pedone del nero · f5 pedone del nero · g5 pedone del bianco · h5 pedone del nero · e4 pedone del nero · h4 pedone del bianco · b1 donna del bianco · f1 alfiere del bianco · g1 alfiere del nero | a8 torre del nero · f8 torre del bianco · g8 re del bianco · g7 pedone del bianco · c6 alfiere del nero · g6 re del nero · d5 pedone del nero · f5 pedone del nero · g5 pedone del bianco · h5 pedone del nero · e4 pedone del nero · h4 pedone del bianco · b1 donna del bianco · f1 alfiere del bianco · g1 alfiere del nero | 3 |
| 2 | a8 torre del nero · f8 torre del bianco · g8 re del bianco · g7 pedone del bianco · c6 alfiere del nero · g6 re del nero · d5 pedone del nero · f5 pedone del nero · g5 pedone del bianco · h5 pedone del nero · e4 pedone del nero · h4 pedone del bianco · b1 donna del bianco · f1 alfiere del bianco · g1 alfiere del nero | a8 torre del nero · f8 torre del bianco · g8 re del bianco · g7 pedone del bianco · c6 alfiere del nero · g6 re del nero · d5 pedone del nero · f5 pedone del nero · g5 pedone del bianco · h5 pedone del nero · e4 pedone del nero · h4 pedone del bianco · b1 donna del bianco · f1 alfiere del bianco · g1 alfiere del nero | a8 torre del nero · f8 torre del bianco · g8 re del bianco · g7 pedone del bianco · c6 alfiere del nero · g6 re del nero · d5 pedone del nero · f5 pedone del nero · g5 pedone del bianco · h5 pedone del nero · e4 pedone del nero · h4 pedone del bianco · b1 donna del bianco · f1 alfiere del bianco · g1 alfiere del nero | a8 torre del nero · f8 torre del bianco · g8 re del bianco · g7 pedone del bianco · c6 alfiere del nero · g6 re del nero · d5 pedone del nero · f5 pedone del nero · g5 pedone del bianco · h5 pedone del nero · e4 pedone del nero · h4 pedone del bianco · b1 donna del bianco · f1 alfiere del bianco · g1 alfiere del nero | a8 torre del nero · f8 torre del bianco · g8 re del bianco · g7 pedone del bianco · c6 alfiere del nero · g6 re del nero · d5 pedone del nero · f5 pedone del nero · g5 pedone del bianco · h5 pedone del nero · e4 pedone del nero · h4 pedone del bianco · b1 donna del bianco · f1 alfiere del bianco · g1 alfiere del nero | a8 torre del nero · f8 torre del bianco · g8 re del bianco · g7 pedone del bianco · c6 alfiere del nero · g6 re del nero · d5 pedone del nero · f5 pedone del nero · g5 pedone del bianco · h5 pedone del nero · e4 pedone del nero · h4 pedone del bianco · b1 donna del bianco · f1 alfiere del bianco · g1 alfiere del nero | a8 torre del nero · f8 torre del bianco · g8 re del bianco · g7 pedone del bianco · c6 alfiere del nero · g6 re del nero · d5 pedone del nero · f5 pedone del nero · g5 pedone del bianco · h5 pedone del nero · e4 pedone del nero · h4 pedone del bianco · b1 donna del bianco · f1 alfiere del bianco · g1 alfiere del nero | a8 torre del nero · f8 torre del bianco · g8 re del bianco · g7 pedone del bianco · c6 alfiere del nero · g6 re del nero · d5 pedone del nero · f5 pedone del nero · g5 pedone del bianco · h5 pedone del nero · e4 pedone del nero · h4 pedone del bianco · b1 donna del bianco · f1 alfiere del bianco · g1 alfiere del nero | 2 |
| 1 | a8 torre del nero · f8 torre del bianco · g8 re del bianco · g7 pedone del bianco · c6 alfiere del nero · g6 re del nero · d5 pedone del nero · f5 pedone del nero · g5 pedone del bianco · h5 pedone del nero · e4 pedone del nero · h4 pedone del bianco · b1 donna del bianco · f1 alfiere del bianco · g1 alfiere del nero | a8 torre del nero · f8 torre del bianco · g8 re del bianco · g7 pedone del bianco · c6 alfiere del nero · g6 re del nero · d5 pedone del nero · f5 pedone del nero · g5 pedone del bianco · h5 pedone del nero · e4 pedone del nero · h4 pedone del bianco · b1 donna del bianco · f1 alfiere del bianco · g1 alfiere del nero | a8 torre del nero · f8 torre del bianco · g8 re del bianco · g7 pedone del bianco · c6 alfiere del nero · g6 re del nero · d5 pedone del nero · f5 pedone del nero · g5 pedone del bianco · h5 pedone del nero · e4 pedone del nero · h4 pedone del bianco · b1 donna del bianco · f1 alfiere del bianco · g1 alfiere del nero | a8 torre del nero · f8 torre del bianco · g8 re del bianco · g7 pedone del bianco · c6 alfiere del nero · g6 re del nero · d5 pedone del nero · f5 pedone del nero · g5 pedone del bianco · h5 pedone del nero · e4 pedone del nero · h4 pedone del bianco · b1 donna del bianco · f1 alfiere del bianco · g1 alfiere del nero | a8 torre del nero · f8 torre del bianco · g8 re del bianco · g7 pedone del bianco · c6 alfiere del nero · g6 re del nero · d5 pedone del nero · f5 pedone del nero · g5 pedone del bianco · h5 pedone del nero · e4 pedone del nero · h4 pedone del bianco · b1 donna del bianco · f1 alfiere del bianco · g1 alfiere del nero | a8 torre del nero · f8 torre del bianco · g8 re del bianco · g7 pedone del bianco · c6 alfiere del nero · g6 re del nero · d5 pedone del nero · f5 pedone del nero · g5 pedone del bianco · h5 pedone del nero · e4 pedone del nero · h4 pedone del bianco · b1 donna del bianco · f1 alfiere del bianco · g1 alfiere del nero | a8 torre del nero · f8 torre del bianco · g8 re del bianco · g7 pedone del bianco · c6 alfiere del nero · g6 re del nero · d5 pedone del nero · f5 pedone del nero · g5 pedone del bianco · h5 pedone del nero · e4 pedone del nero · h4 pedone del bianco · b1 donna del bianco · f1 alfiere del bianco · g1 alfiere del nero | a8 torre del nero · f8 torre del bianco · g8 re del bianco · g7 pedone del bianco · c6 alfiere del nero · g6 re del nero · d5 pedone del nero · f5 pedone del nero · g5 pedone del bianco · h5 pedone del nero · e4 pedone del nero · h4 pedone del bianco · b1 donna del bianco · f1 alfiere del bianco · g1 alfiere del nero | 1 |
|   | a | b | c | d | e | f | g | h |   |

Soluzione:
1. Db7!  (min. 2. Dxc6# - 2. Df7#)
1... Axb7  2. Ah3! ∼  3. Axf5#

(2...Ac8 3. Tf6#;  2...Txf8+ gxf8=C#)

|   | a | b | c | d | e | f | g | h |   |
| 8 | b7 pedone del nero · h4 re del nero · a3 pedone del nero · h3 pedone del nero · a2 pedone del bianco · c2 pedone del nero · d2 pedone del nero · f2 pedone del nero · g2 pedone del nero · a1 re del bianco | b7 pedone del nero · h4 re del nero · a3 pedone del nero · h3 pedone del nero · a2 pedone del bianco · c2 pedone del nero · d2 pedone del nero · f2 pedone del nero · g2 pedone del nero · a1 re del bianco | b7 pedone del nero · h4 re del nero · a3 pedone del nero · h3 pedone del nero · a2 pedone del bianco · c2 pedone del nero · d2 pedone del nero · f2 pedone del nero · g2 pedone del nero · a1 re del bianco | b7 pedone del nero · h4 re del nero · a3 pedone del nero · h3 pedone del nero · a2 pedone del bianco · c2 pedone del nero · d2 pedone del nero · f2 pedone del nero · g2 pedone del nero · a1 re del bianco | b7 pedone del nero · h4 re del nero · a3 pedone del nero · h3 pedone del nero · a2 pedone del bianco · c2 pedone del nero · d2 pedone del nero · f2 pedone del nero · g2 pedone del nero · a1 re del bianco | b7 pedone del nero · h4 re del nero · a3 pedone del nero · h3 pedone del nero · a2 pedone del bianco · c2 pedone del nero · d2 pedone del nero · f2 pedone del nero · g2 pedone del nero · a1 re del bianco | b7 pedone del nero · h4 re del nero · a3 pedone del nero · h3 pedone del nero · a2 pedone del bianco · c2 pedone del nero · d2 pedone del nero · f2 pedone del nero · g2 pedone del nero · a1 re del bianco | b7 pedone del nero · h4 re del nero · a3 pedone del nero · h3 pedone del nero · a2 pedone del bianco · c2 pedone del nero · d2 pedone del nero · f2 pedone del nero · g2 pedone del nero · a1 re del bianco | 8 |
| 7 | b7 pedone del nero · h4 re del nero · a3 pedone del nero · h3 pedone del nero · a2 pedone del bianco · c2 pedone del nero · d2 pedone del nero · f2 pedone del nero · g2 pedone del nero · a1 re del bianco | b7 pedone del nero · h4 re del nero · a3 pedone del nero · h3 pedone del nero · a2 pedone del bianco · c2 pedone del nero · d2 pedone del nero · f2 pedone del nero · g2 pedone del nero · a1 re del bianco | b7 pedone del nero · h4 re del nero · a3 pedone del nero · h3 pedone del nero · a2 pedone del bianco · c2 pedone del nero · d2 pedone del nero · f2 pedone del nero · g2 pedone del nero · a1 re del bianco | b7 pedone del nero · h4 re del nero · a3 pedone del nero · h3 pedone del nero · a2 pedone del bianco · c2 pedone del nero · d2 pedone del nero · f2 pedone del nero · g2 pedone del nero · a1 re del bianco | b7 pedone del nero · h4 re del nero · a3 pedone del nero · h3 pedone del nero · a2 pedone del bianco · c2 pedone del nero · d2 pedone del nero · f2 pedone del nero · g2 pedone del nero · a1 re del bianco | b7 pedone del nero · h4 re del nero · a3 pedone del nero · h3 pedone del nero · a2 pedone del bianco · c2 pedone del nero · d2 pedone del nero · f2 pedone del nero · g2 pedone del nero · a1 re del bianco | b7 pedone del nero · h4 re del nero · a3 pedone del nero · h3 pedone del nero · a2 pedone del bianco · c2 pedone del nero · d2 pedone del nero · f2 pedone del nero · g2 pedone del nero · a1 re del bianco | b7 pedone del nero · h4 re del nero · a3 pedone del nero · h3 pedone del nero · a2 pedone del bianco · c2 pedone del nero · d2 pedone del nero · f2 pedone del nero · g2 pedone del nero · a1 re del bianco | 7 |
| 6 | b7 pedone del nero · h4 re del nero · a3 pedone del nero · h3 pedone del nero · a2 pedone del bianco · c2 pedone del nero · d2 pedone del nero · f2 pedone del nero · g2 pedone del nero · a1 re del bianco | b7 pedone del nero · h4 re del nero · a3 pedone del nero · h3 pedone del nero · a2 pedone del bianco · c2 pedone del nero · d2 pedone del nero · f2 pedone del nero · g2 pedone del nero · a1 re del bianco | b7 pedone del nero · h4 re del nero · a3 pedone del nero · h3 pedone del nero · a2 pedone del bianco · c2 pedone del nero · d2 pedone del nero · f2 pedone del nero · g2 pedone del nero · a1 re del bianco | b7 pedone del nero · h4 re del nero · a3 pedone del nero · h3 pedone del nero · a2 pedone del bianco · c2 pedone del nero · d2 pedone del nero · f2 pedone del nero · g2 pedone del nero · a1 re del bianco | b7 pedone del nero · h4 re del nero · a3 pedone del nero · h3 pedone del nero · a2 pedone del bianco · c2 pedone del nero · d2 pedone del nero · f2 pedone del nero · g2 pedone del nero · a1 re del bianco | b7 pedone del nero · h4 re del nero · a3 pedone del nero · h3 pedone del nero · a2 pedone del bianco · c2 pedone del nero · d2 pedone del nero · f2 pedone del nero · g2 pedone del nero · a1 re del bianco | b7 pedone del nero · h4 re del nero · a3 pedone del nero · h3 pedone del nero · a2 pedone del bianco · c2 pedone del nero · d2 pedone del nero · f2 pedone del nero · g2 pedone del nero · a1 re del bianco | b7 pedone del nero · h4 re del nero · a3 pedone del nero · h3 pedone del nero · a2 pedone del bianco · c2 pedone del nero · d2 pedone del nero · f2 pedone del nero · g2 pedone del nero · a1 re del bianco | 6 |
| 5 | b7 pedone del nero · h4 re del nero · a3 pedone del nero · h3 pedone del nero · a2 pedone del bianco · c2 pedone del nero · d2 pedone del nero · f2 pedone del nero · g2 pedone del nero · a1 re del bianco | b7 pedone del nero · h4 re del nero · a3 pedone del nero · h3 pedone del nero · a2 pedone del bianco · c2 pedone del nero · d2 pedone del nero · f2 pedone del nero · g2 pedone del nero · a1 re del bianco | b7 pedone del nero · h4 re del nero · a3 pedone del nero · h3 pedone del nero · a2 pedone del bianco · c2 pedone del nero · d2 pedone del nero · f2 pedone del nero · g2 pedone del nero · a1 re del bianco | b7 pedone del nero · h4 re del nero · a3 pedone del nero · h3 pedone del nero · a2 pedone del bianco · c2 pedone del nero · d2 pedone del nero · f2 pedone del nero · g2 pedone del nero · a1 re del bianco | b7 pedone del nero · h4 re del nero · a3 pedone del nero · h3 pedone del nero · a2 pedone del bianco · c2 pedone del nero · d2 pedone del nero · f2 pedone del nero · g2 pedone del nero · a1 re del bianco | b7 pedone del nero · h4 re del nero · a3 pedone del nero · h3 pedone del nero · a2 pedone del bianco · c2 pedone del nero · d2 pedone del nero · f2 pedone del nero · g2 pedone del nero · a1 re del bianco | b7 pedone del nero · h4 re del nero · a3 pedone del nero · h3 pedone del nero · a2 pedone del bianco · c2 pedone del nero · d2 pedone del nero · f2 pedone del nero · g2 pedone del nero · a1 re del bianco | b7 pedone del nero · h4 re del nero · a3 pedone del nero · h3 pedone del nero · a2 pedone del bianco · c2 pedone del nero · d2 pedone del nero · f2 pedone del nero · g2 pedone del nero · a1 re del bianco | 5 |
| 4 | b7 pedone del nero · h4 re del nero · a3 pedone del nero · h3 pedone del nero · a2 pedone del bianco · c2 pedone del nero · d2 pedone del nero · f2 pedone del nero · g2 pedone del nero · a1 re del bianco | b7 pedone del nero · h4 re del nero · a3 pedone del nero · h3 pedone del nero · a2 pedone del bianco · c2 pedone del nero · d2 pedone del nero · f2 pedone del nero · g2 pedone del nero · a1 re del bianco | b7 pedone del nero · h4 re del nero · a3 pedone del nero · h3 pedone del nero · a2 pedone del bianco · c2 pedone del nero · d2 pedone del nero · f2 pedone del nero · g2 pedone del nero · a1 re del bianco | b7 pedone del nero · h4 re del nero · a3 pedone del nero · h3 pedone del nero · a2 pedone del bianco · c2 pedone del nero · d2 pedone del nero · f2 pedone del nero · g2 pedone del nero · a1 re del bianco | b7 pedone del nero · h4 re del nero · a3 pedone del nero · h3 pedone del nero · a2 pedone del bianco · c2 pedone del nero · d2 pedone del nero · f2 pedone del nero · g2 pedone del nero · a1 re del bianco | b7 pedone del nero · h4 re del nero · a3 pedone del nero · h3 pedone del nero · a2 pedone del bianco · c2 pedone del nero · d2 pedone del nero · f2 pedone del nero · g2 pedone del nero · a1 re del bianco | b7 pedone del nero · h4 re del nero · a3 pedone del nero · h3 pedone del nero · a2 pedone del bianco · c2 pedone del nero · d2 pedone del nero · f2 pedone del nero · g2 pedone del nero · a1 re del bianco | b7 pedone del nero · h4 re del nero · a3 pedone del nero · h3 pedone del nero · a2 pedone del bianco · c2 pedone del nero · d2 pedone del nero · f2 pedone del nero · g2 pedone del nero · a1 re del bianco | 4 |
| 3 | b7 pedone del nero · h4 re del nero · a3 pedone del nero · h3 pedone del nero · a2 pedone del bianco · c2 pedone del nero · d2 pedone del nero · f2 pedone del nero · g2 pedone del nero · a1 re del bianco | b7 pedone del nero · h4 re del nero · a3 pedone del nero · h3 pedone del nero · a2 pedone del bianco · c2 pedone del nero · d2 pedone del nero · f2 pedone del nero · g2 pedone del nero · a1 re del bianco | b7 pedone del nero · h4 re del nero · a3 pedone del nero · h3 pedone del nero · a2 pedone del bianco · c2 pedone del nero · d2 pedone del nero · f2 pedone del nero · g2 pedone del nero · a1 re del bianco | b7 pedone del nero · h4 re del nero · a3 pedone del nero · h3 pedone del nero · a2 pedone del bianco · c2 pedone del nero · d2 pedone del nero · f2 pedone del nero · g2 pedone del nero · a1 re del bianco | b7 pedone del nero · h4 re del nero · a3 pedone del nero · h3 pedone del nero · a2 pedone del bianco · c2 pedone del nero · d2 pedone del nero · f2 pedone del nero · g2 pedone del nero · a1 re del bianco | b7 pedone del nero · h4 re del nero · a3 pedone del nero · h3 pedone del nero · a2 pedone del bianco · c2 pedone del nero · d2 pedone del nero · f2 pedone del nero · g2 pedone del nero · a1 re del bianco | b7 pedone del nero · h4 re del nero · a3 pedone del nero · h3 pedone del nero · a2 pedone del bianco · c2 pedone del nero · d2 pedone del nero · f2 pedone del nero · g2 pedone del nero · a1 re del bianco | b7 pedone del nero · h4 re del nero · a3 pedone del nero · h3 pedone del nero · a2 pedone del bianco · c2 pedone del nero · d2 pedone del nero · f2 pedone del nero · g2 pedone del nero · a1 re del bianco | 3 |
| 2 | b7 pedone del nero · h4 re del nero · a3 pedone del nero · h3 pedone del nero · a2 pedone del bianco · c2 pedone del nero · d2 pedone del nero · f2 pedone del nero · g2 pedone del nero · a1 re del bianco | b7 pedone del nero · h4 re del nero · a3 pedone del nero · h3 pedone del nero · a2 pedone del bianco · c2 pedone del nero · d2 pedone del nero · f2 pedone del nero · g2 pedone del nero · a1 re del bianco | b7 pedone del nero · h4 re del nero · a3 pedone del nero · h3 pedone del nero · a2 pedone del bianco · c2 pedone del nero · d2 pedone del nero · f2 pedone del nero · g2 pedone del nero · a1 re del bianco | b7 pedone del nero · h4 re del nero · a3 pedone del nero · h3 pedone del nero · a2 pedone del bianco · c2 pedone del nero · d2 pedone del nero · f2 pedone del nero · g2 pedone del nero · a1 re del bianco | b7 pedone del nero · h4 re del nero · a3 pedone del nero · h3 pedone del nero · a2 pedone del bianco · c2 pedone del nero · d2 pedone del nero · f2 pedone del nero · g2 pedone del nero · a1 re del bianco | b7 pedone del nero · h4 re del nero · a3 pedone del nero · h3 pedone del nero · a2 pedone del bianco · c2 pedone del nero · d2 pedone del nero · f2 pedone del nero · g2 pedone del nero · a1 re del bianco | b7 pedone del nero · h4 re del nero · a3 pedone del nero · h3 pedone del nero · a2 pedone del bianco · c2 pedone del nero · d2 pedone del nero · f2 pedone del nero · g2 pedone del nero · a1 re del bianco | b7 pedone del nero · h4 re del nero · a3 pedone del nero · h3 pedone del nero · a2 pedone del bianco · c2 pedone del nero · d2 pedone del nero · f2 pedone del nero · g2 pedone del nero · a1 re del bianco | 2 |
| 1 | b7 pedone del nero · h4 re del nero · a3 pedone del nero · h3 pedone del nero · a2 pedone del bianco · c2 pedone del nero · d2 pedone del nero · f2 pedone del nero · g2 pedone del nero · a1 re del bianco | b7 pedone del nero · h4 re del nero · a3 pedone del nero · h3 pedone del nero · a2 pedone del bianco · c2 pedone del nero · d2 pedone del nero · f2 pedone del nero · g2 pedone del nero · a1 re del bianco | b7 pedone del nero · h4 re del nero · a3 pedone del nero · h3 pedone del nero · a2 pedone del bianco · c2 pedone del nero · d2 pedone del nero · f2 pedone del nero · g2 pedone del nero · a1 re del bianco | b7 pedone del nero · h4 re del nero · a3 pedone del nero · h3 pedone del nero · a2 pedone del bianco · c2 pedone del nero · d2 pedone del nero · f2 pedone del nero · g2 pedone del nero · a1 re del bianco | b7 pedone del nero · h4 re del nero · a3 pedone del nero · h3 pedone del nero · a2 pedone del bianco · c2 pedone del nero · d2 pedone del nero · f2 pedone del nero · g2 pedone del nero · a1 re del bianco | b7 pedone del nero · h4 re del nero · a3 pedone del nero · h3 pedone del nero · a2 pedone del bianco · c2 pedone del nero · d2 pedone del nero · f2 pedone del nero · g2 pedone del nero · a1 re del bianco | b7 pedone del nero · h4 re del nero · a3 pedone del nero · h3 pedone del nero · a2 pedone del bianco · c2 pedone del nero · d2 pedone del nero · f2 pedone del nero · g2 pedone del nero · a1 re del bianco | b7 pedone del nero · h4 re del nero · a3 pedone del nero · h3 pedone del nero · a2 pedone del bianco · c2 pedone del nero · d2 pedone del nero · f2 pedone del nero · g2 pedone del nero · a1 re del bianco | 1 |
|   | a | b | c | d | e | f | g | h |   |

Soluzione:
1. c1=C! Rb1

2. Cb3 axb3

3. f1=A b4

4. Aa6 b5

5. d1=C bxa6

6. g1=T axb7

7. Tg5 b8=D